# Examen clinique pulmonaire ou respiratoire

Examen clinique respiratoire

L'examen pulmonaire ou respiratoire est en médecine une partie de l'examen clinique qui permet d'avoir une idée des problèmes pulmonaires que peut avoir le patient.
On recherche entre autres des signes d'insuffisance respiratoire chronique, insuffisance respiratoire aiguë, d'infection pulmonaire, d'épanchement dans la plèvre, etc.

## Signes fonctionnels ou symptômes
Parmi les symptômes pouvant être obtenus pendant l'anamnèse ou l'interrogatoire, on recherchera:
- Dyspnée
- Toux
- Expectoration
- Vomique
- Douleur thoracique. On précisera toutes les caractéristiques de la douleur.
- Hémoptysie

## Signes physiques

### Inspection
On regardera si le patient a:
- Cyanose
- Polypnée
- Apnée
- Des signes de tirage
- Hippocratisme digital
- Une cage thoracique déformée

On recherchera sa fréquence respiratoire

### Palpation
on va rechercher de manière symétrique:
- Les vibrations vocales
- Point douloureux exquis

### Percussion
On recherche de manière symétrique une matité ou un tympanisme.

### Auscultation pulmonaire
- Auscultation pulmonaire anormale (râles sibilants, râles crépitants, ronchus,  abolition du murmure vésiculaire)